# F3D Skyknight
A Douglas F3D Skyknight (később F–10 Skyknight) egy amerikai gyártmányú kéthajtóműves, középszárnyas sugárhajtóműves vadászrepülőgép volt, melyet a kaliforniai El Segundo-beli Douglas Aircraft Company gyártott. Az F3D hajófedélzeti, minden időjárási körülmények között bevethető repülőgép, melyet a United States Navy és a United States Marine Corps rendszeresített. A koreai háború során nem szerzett magának akkora hírnevet, mint a North American F–86 Sabre, habár elért néhány légigyőzelmet szovjet építésű MiG–15 vadászrepülőgépek ellen, míg az ellenséges légierő egyetlen darabot lőtt le ebből a típusból egy kínai MiG–15-tel 1953. május 29-én éjjel. A vietnámi háborúban az EA–6A Intruder és az EA–6B Prowler megjelenése előtt elektronikai harcászati repülőgépként még szolgálatban állt. A repülőgépet néha nemhivatalosan „Skynight”-nak is hívták a második „k” betű elhagyásával.

## Tervezés és fejlesztés
Az F3D-t nem szánták tipikus fürge és mozgékony vadászgépnek, inkább az éjszakai vadász szerepkört szánták neki, ezért ellátták erős radarrendszerrel és egy másodpilótával is. Eredete visszavezethető 1945-be, amikor a U.S. Navy kihirdette igényét egy sugárhajtóműves, radarral ellátott, hajófedélzeti éjszakai vadászrepülőgépre. A Douglas csapat Ed Heinemann vezetésével megtervezett egy gépet az akkori testes elfogó radarrendszer köré, egymás mellett elhelyezett pilótafülkékkel a pilóta és a radarkezelő számára. Eredményképpen egy széles, mély és tágas törzssel rendelkező repülőgépet kaptak. Katapultülések helyett egy menekülőcsatornát használtak, hasonlóan az A–3 Skywarrioron használthoz.
A meghajtást két Westinghouse J34 sugárhajtómű biztosította, melyeket az akkoriban szabványos egyenes szárnyak tövében helyeztek el. Mivel a gépet éjszakai vadásznak szánták, nem volt követelmény a mozgékonyság, mint a kisebb nappali vadászgépek esetében, inkább egy stabil platformot akartak a radarrendszernek és a négy 20 milliméteres gépágyúnak, melyeket a repülőgéptörzs alsó részébe építettek. 1946. április 3-án az US Navy megbízta a Douglast három XF3D–1 prototípus építésével. (A vesztes Grumman tervezetből később az F9F Panther-t fejlesztették ki).
Az F3D–1 típusba a Westinghouse AN/APQ–35 típusú radarrendszert építették. Az AN/APQ–35 három különböző radar kombinációja, mindegyik más funkcióval rendelkezik: egy AN/APS–21 keresőradar, egy AN/APG–26 tűzvezetőradar, mindkettőt az orrba építették, és egy AN/APS–28 farokba épített figyelmeztető radar.
Az XF3D–1 első felszállására 1948. március 23-án került sor. 28 darab F3D–1 gyártásának megrendelésére nem sokkal később, 1948 júniusában került sor. Az F3D–1 típust az F3D–2 követte, melyre a megrendelést 1949 augusztusában adták le. Az F3D–2 típusba két Westinghouse J46 hajtóművet szándékoztak szerelni. A J46 fejlesztési problémái miatt viszont az F3D–2-be végül J34–WE–36 hajtóműveket helyeztek. Az F3D–2-be egy továbbfejlesztett Westinghouse AN/APQ–36-os radarrendszert építettek. Összesen 237 darab F3D–2 készült a gyártás 1952. március 23-i leállítása előtt. Egy nagyobb teljesítményű F3D–3 verziót is terveztek nyilazott szárnyakkal és J46-os hajtóművekkel, de a tervezetet törölték a problémás J46 hajtómű programjának leállítása miatt.

## Alkalmazás

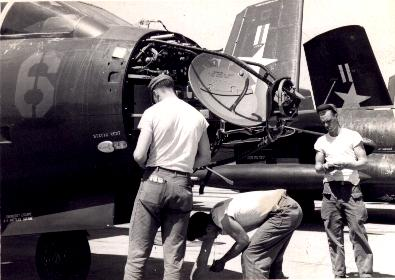
Egy F3D–2 APQ–35 radarjának karbantartása (Korea, 1953)

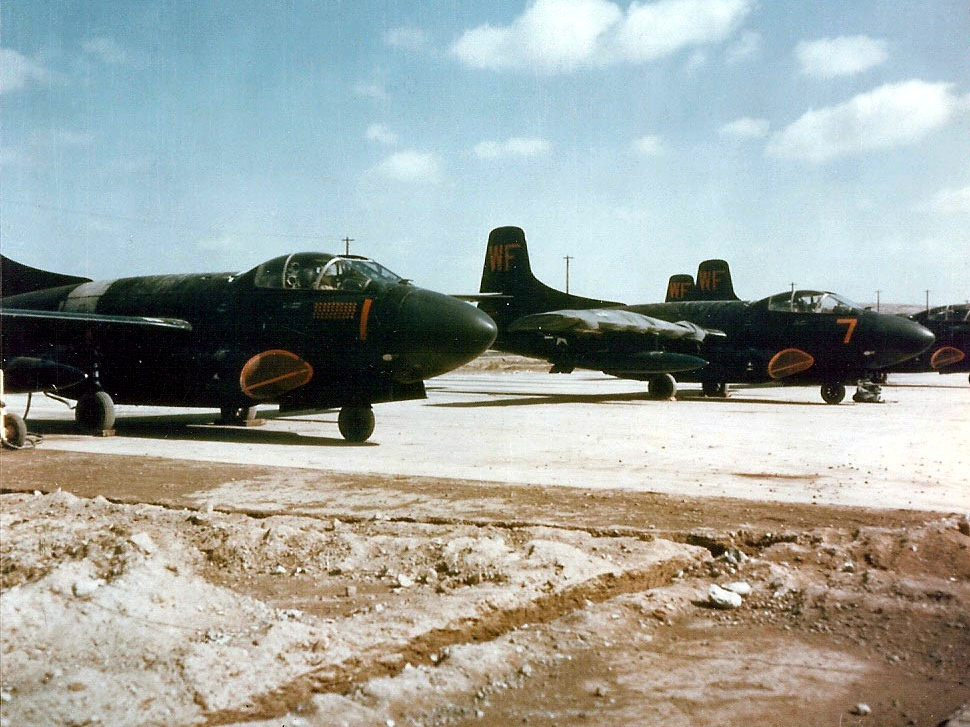
A VMFN–513 F3D–2-eiKunsan-ban (Korea, 1953)

A néhány legyártott F3D–1 változatot főleg az F3D pilóták kiképzésére használták, harci alkalmazásra nem kerültek. Az F3D–2 változatot intenzíven használták a koreai háború alatt, melynek során több repülőgépet lőttek le ezzel a típussal, mint a Navy vagy a Marine Corps más vadászgépeivel. Eredetileg bombázók lelövésére tervezték a repülőgépeket, a háborúban feketére festették őket és az amerikai légierő B–29 Superfortress bombázóit kísérték éjszakai bombatámadások során. Emellett éjszakai elfogóvadászként is alkalmazták. A háború végére az F–86 Sabre vadászgép a MiG-sétány felett aratott légigyőzelmei miatt szerzett magának hírnevet, a Skyknight vadászgépek is lelőttek hat ellenséges repülőgépet (egy Po–2, egy Jak–15 és négy MiG–15). Ebben az időben, 1953. július 2-án lőtték le az egyik F3D-t, melynek pilótája Bob Bick hadnagy, társa Linton Smith törzszászlós volt. Az első légigyőzelmet 1952. november 3-án szerezte Villiam T. Stratton százados és radarkezelője, Hans C. Hoglind főtörzsőrmester. A Skyknight nem rendelkezett a MiG–15 nyilazott szárnyaival és magas szubszonikus teljesítményével, viszont fedélzeti radarjai segítségével önmaga kereshette meg és lőhette ki az ellenséges vadászokat, míg a MiG–15 vadászgépet csak földi telepítésű radarrendszerrel irányíthatták a nagy B–29 formációk közelébe.
A koreai háborút követő években az F3D vadászgépet sokkal hatékonyabb típusokkal cserélték le, melyeket jobb radarokkal láttak el. Viszont az F3D pályafutása itt még nem ért véget; stabilitása és tágas géptörzse alkalmassá tette más feladatkörök betöltésére. Az 1950-es évek alatt az F3D-t (az F3D–1M és F3D–2M jelölések alatt) felhasználták számos levegő-levegő rakétarendszer fejlesztéséhez, beleértve a Sparrow I, II, III és a Meteor rakétákat.
1954-ben az F3D–2M volt az első haditengerészeti sugárhajtóműves repülőgép, melyet egy olyan légiharc-rakétával szereltek fel, amelyet harci küldetésekben is bevethettek: a Sparrow I, egy minden időjárási körülmény között, éjjel/nappal bevethető rakéta volt, amely vezetősugaras irányítású, a legénység irányíthatja a rakétát repülés közben is. Mindössze 28 repülőgépet (12 darab F3D–1M és 16 darab F3D–2M) alakítottak át a rakéta használatához.
Az 1950-es évek végén néhány tengerészgyalogos F3D–2 repülőgépet átalakítottak az elektronikai harcászati feladatkörre, majd az F3D–2Q (később EF–10B) jelöléssel látták el. Néhány repülőgépet kiképzőgéppé alakítottak, és F3D–2T jelöléssel állítottak szolgálatba.

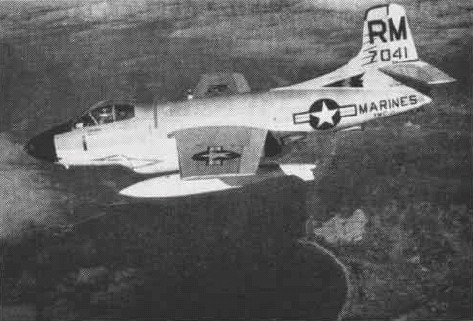
A VMCJ–1 egyik EF–10B-je Vietnám felett, 1966

A Skyknightok üzemeltetése folytatódott az 1960-as években is sirályfehér színben, mikor kortársaikat már rég kivonták a hadrendből. 1962-ben, mikor a US Navy és a US Air Force megváltoztatta jelölési rendszerét, az F3D–1 új jelölése az F–10A, az F3D–2 jelölése pedig az F–10B lett. A Skyknight volt az egyetlen, koreai háborúban harcoló vadászrepülőgép-típus, amelyet Vietnámban is bevetettek (a Douglas A–1 Skyraider csatarepülőgéppel együtt). Az EF–10B-t a vietnámi háborúban elektronikai hadviselésre használták, egészen 1969-ig. A US Marine Corps 1970-ben selejtezte utolsó EF–10B gépeit. Néhány repülőgépet azonban tesztelési célokkal egészen az 1980-as évekig repültek.
Mikor a US Navy  1959-ben benyújtotta igényét egy flottányi rakétás vadászgépre, a Douglas az F6D Missileer-t ajánlotta, amely lényegében egy továbbfejlesztett és felnagyított F3D volt, amely képes az AAM–N–10 Eagle nagyhatótávolságú rakéta hordozására, sok üzemanyagot hordozhat, személyzete két főből áll és sokáig a levegőben maradhat. Mivel koncepciója még mindig az egyenes szárnyakra alapozott a szuperszonikus repülőgépek korában, hamar le is állították a programot. Fegyverrendszerét azonban fel akarták használni a szuperszonikus, állítható szárnynyilazású General Dynamics-Grumman F–111B-nél, amely a Navy kétüléses sugárhajtású gépe volt. Az USAF változata csapásmérő vadászbombázóként szolgált, de a USN változatot, mint flotta légvédelmi vadászgépet törölték, mikor nyilvánvalóvá vált, hogy teljesítménye nem felel meg az elfogóvadász feladatkörnek. Az AWG–9/Phoenix és TF30 sugárhajtómű azonban szolgálatba állt az F–111B utódjában, az állítható szárnynyilazású Grumman F–14 Tomcat-ben.
A szokatlan, pocakos formája miatt az F3D-t „Willie the Whale” (Willie, a bálna) becenévvel látták el. Másik beceneve „Drut” volt, ennek jelentése ismeretlen.

## Változatok
- XF3D–1 - Prototípus, három darab készült.
- F3D–1 Skyknight - Kétüléses, minden időjárási körülmény között üzemeltethető, nappali vagy éjszakai vadászgép, meghajtásáról két darab Westinghouse J34–WE–32 sugárhajtómű gondoskodott, 28 darab készült.
- F3D–1M Skyknight - 12 darab F3D–1-est alakítottak át rakétafegyverzetű tesztrepülővé. Az AIM–7 Sparrow légiharc-rakéta fejlesztésénél használták őket.
- F3D–2 Skyknight - Továbbfejlesztett változat, melyet két darab Westinghouse J34–WE–36 vagy J34–WE–36A sugárhajtómű hajtott, felszerelték robotpilótával és egy Westinghouse AN/APQ–36 radarral, 237 darab készült.
- F3D–2B Skyknight - 1952-ben egy darab F3D–1-est speciális fegyverzettesztre használtak.
- F3D–2M Skyknight - 16 darab F3D–2-est átalakítottak rakétafegyverzetű repülővé. AIM–7 Sparrow légiharcrakétákkal voltak felszerelve.
- F3D–2Q Skyknight - 35 darab F3D–2-est alakítottak át oktató éjszakai vadászgéppé.
- F3D–2T Skyknight - Öt darab F3D–2-est alakítottak át oktató éjszakai vadászgéppé.
- F3D–2T2 - 55 darab F3D–2-est radarkezelő kiképzésre és elektronikai harcászati repülőgépként használtak.
- F3D–3 Skyknight - Törölt tervezet, továbbfejlesztett, nyilazott szárnyú változatnak szánták.
- F–10A Skyknight - Az F3D–1 1962-es újrajelölése.
- F–10B Skyknight - Az F3D–2 1962-es újrajelölése.
- EF–10B Skyknight - Az F3D–2Q 1962-es újrajelölése.
- MF–10A Skyknight - Az F3D–1M 1962-es újrajelölése.
- MF–10B Skyknight - Az F3D–2M 1962-es újrajelölése.
- TF–10B Skyknight - Az F3D–2T2 1962-es újrajelölése.

## Üzemeltetők
Amerikai Egyesült Államok
- Az Amerikai Egyesült Államok Tengerészgyalogsága
- Az Amerikai Egyesült Államok Haditengerészete

## Kiállított példányok
F3D–2
- 124598 - National Museum of Naval Aviation, Naval Air Station Pensacola, Florida.[14]
- 124629 - Pima Air and Space Museum, Tucson, Arizona.[15]
- 125807 - Combat Air Museum, Topeka (Kansas).[16]
- 125870, (127039 jelöléssel),  - Vietnámi háborús emlékmű a lakewood-i Del Valle Parkban, Kalifornia.  Az 1960-1970-es évekre jellemző szürke és fehér színre van festve.[17]

F3D–2Q
- 124618 - National Museum of the Marine Corps, Quantico (Virginia).[18]
- 124620 - Quonset Air Museum, Quonset Point, Rhode Island.[19]
- 124630 - Flying Leatherneck Aviation Museum, Marine Corps Air Station Miramar, Kalifornia.[20]
- 125850 - Air Force Flight Test Center Museum, Edwards Air Force Base, Kalifornia.[21]

F3D–2T
- 127074 -  Empire State Aerosciences Museum, Schenectady-hoz közel, New York.[22]

## Műszaki adatok (F3D–2)

### Geometriai méretek és tömegadatok
- Hossz: 13,85 m
- Fesztávolság: 15,24 m
- Magasság: 4,90 m
- Szárnyfelület: 37 m²
- Üres tömeg: 6813 kg
- Feltöltött tömeg: 9715 kg
- Maximális felszállótömeg: 12 151 kg

### Hajtóművek
- Hajtóművek száma: 2 darab
- Típusa: Westinghouse J34–WE–36 gázturbinás sugárhajtómű
- Maximális tolóerő: egyenként 15 kN

### Repülési adatok
- Legnagyobb sebesség: 852 km/h
- Utazósebesség: 731 km/h
- Átesési sebesség: 149 km/h
- Hatótávolság: 2212 km
- Szolgálati csúcsmagasság: 11 200 m
- Emelkedőképesség: 15,1 m/s
- Szárny felületi terhelése: 383 kg/m²
- Tolóerő–tömeg-arány: 0,32

### Fegyverzet
- 4 darab 20 mm-es Hispano-Suiza HS.404 gépágyú, fegyverenként 200 darabos lőszerjavadalmazással
- 4 darab AIM–7 Sparrow légiharc-rakéta
- 2 darab 900 kg-os légibomba

## Fordítás
- Ez a szócikk részben vagy egészben  a   Douglas F3D Skyknight című angol Wikipédia-szócikk ezen változatának fordításán alapul.  Az eredeti cikk szerkesztőit annak laptörténete sorolja fel. Ez a jelzés csupán a megfogalmazás eredetét és a szerzői jogokat jelzi, nem szolgál a cikkben szereplő információk forrásmegjelöléseként.

### Kapcsolódó fejlesztés
- F6D Missileer

### Hasonló repülőgépek
- De Havilland Sea Vixen
- F–89 Scorpion